# Nordossetiens flag
Nordossetiens flag er en trikolore i farverne hvid, rød og gul. Den hvide farve symboliserer renhed, den røde mod i krig og den gule rigdom.
Flaget siges også at repræsentere den sociale struktur i det traditionelle ossetiske samfund, der var inddelt i tre sociale grupper: præsteskabet, det militære aristokrati og almindelige personer.
Det sydossetiske flag er næsten identisk, blot er striberne en anelse smallere.
Nordossetien havde under Sovjetunionen et hovedsageligt rødt flag med en blå kant i den venstre side, hammer og segl og ordene "Nordossetien ASSR" på både russisk og ossetisk. Kort før Sovjetunionens opløsning blev flaget erstattet med det nuværende som blev indført den 2. oktober 1991.